# Børøyholmen fyr
 Børøyholmen fyr (norsk:Børøyholmen fyrstasjon] er et fyr som ligger i Trondheimsleia ved Hestvika nordøst for Hitra i Trøndelag.
Fyret blev oprettet i 1874. I 1970 blev der bygget et nyt 10 m højt lygtehus i beton lige ved og det gamle fyr
blev taget ud af drift. Husene blev revet ned i 1973, og kun grundmuren står tilbage.